# 瓦特弗利特 (纽约州)
瓦特弗利特（Watervliet）是美国纽约州奥尔巴尼县的一座城市，2010年人口普查的人口为10254人。 瓦特弗利特在州首府奥尔巴尼以北，北部、西部和南部与科隆尼镇接壤。 这个城市也被称为“阿森纳市”。